# Rachel Carson
Rachel Louise Carson (27. maj 1907 i Springdale, Pennsylvania, USA – 14. april 1964 i Silver Spring, Maryland, USA) var en amerikansk zoolog og marinbiolog. 
Hendes bog The Sea Around Us fra 1951 (dansk: Havet omkring os, 1952) handler om havenes forurening. Hendes aparte levevis og kritiske forfatterskab medvirkede til, at Eisenhower antog, at hun var kommunist.
Hendes markante bog Silent Spring (dansk: Det tavse forår), der udkom i 1962, krediteres ofte for at have inspireret fremkomsten af en global miljøbevægelse. I bogen beskrives bl.a. effekten af DDT på rovfuglebestanden, der falder dramatisk som følge af, at giften ophobes i fødekæden: Insekter dræbt af sprøjtegift ædes af småfugle, der opbygger et stort indhold af giftstoffer som følge af de mange små giftportioner de får, hver gang de æder et insekt. Når ørne, falke og andre rovfugle, som udgør de sidste led i fødekæden, æder småfuglene, får de for hvert måltid en større og større giftdosis. Virkningen er, at rovfuglenes æg får en tyndere skal end normalt, så æggene nemmere brister og går til grunde. I yderste konsekvens betyder det, at bestandene ikke længere kan reproducere sig selv. Trods kraftig modstand fra den kemiske industri førte bogen til, at det på den tid meget brugte sprøjtemiddel DDT blev forbudt i USA og senere i store dele af resten af verden. I Danmark blev DDT forbudt i 1969.
The more clearly we can focus our attention on the wonders and realities of the universe around us, the less taste we shall have for destruction – Rachel Carson